# Polymethylsiloxanpolyhydrat
Polymethylsiloxan-Polyhydrat  bzw. Polymethylsiloxan-Hydrogel ist eine polymere siliciumorganische Verbindung. Die Substanz wird als Paste bzw. Suspension in einigen Ländern für die gesundheitsbezogene  Verwendung angeboten.

## Geschichte
Ursprünglich wurde PMS-Polyhydrat von I. Slinjakowa und I. Samodumowa in den 1970–1980er Jahren im Pissarjewskij Institut der physischen Chemie (Kiew, UdSSR) entwickelt, der seit 1960 theoretische Grundlagen für die Herstellung von Sorbentien erforschte, die eine einstellbare poröse Struktur hätten sowie vorgegebene chemisch-physikalische  Eigenschaften. Auch wurden siliciumorganische Sorbenten synthetisiert – poröse Polyorganosiloxanpolymere.
Die Verwendung der Substanz wurde in Zusammenarbeit mit dem medizinischen Dienst des Krasnoznamenskij Kyjiwer Militärbezirks erforscht (Oberstarzt Professor F. Nowikow, Oberstarzt N. Bezljuda). Seitdem wurden viele klinische Forschungen durchgeführt. Die Autoren einer 2022 abgeschlossenen und vom Hersteller finanzierten  Studie aus Großbritannien (RELIEVE IBS-D) kamen zum Schluss, dass PMS-Polyhydrat sicher und wirksam bei Reizdarmsyndrom sei und eine Alternative zu den begrenzten derzeitigen Behandlungsmöglichkeiten darstelle.
Das Produkt wurde in der GUS als Arzneimittel zugelassen (registriert); hingegen wird Polymethylsiloxanpolyhydrat in der Europäischen Union, Serbien und Neuseeland als Medizinprodukt verkauft, da es seine Wirkung auf rein physikalischem Weg erlangt. In der EU gilt es als Medizinprodukt der Klasse IIa. PMS-Polyhydrat ist in rund 40 Ländern unter dem Handelsnamen Enterosgel verbreitet.

## Synthese

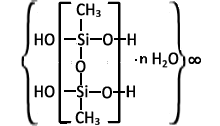
Monomer [(CH_{3}SiO_{1,5} ∙ n H_{2}O)] von PMS-Polyhydrat

PMS-Polyhydrat entsteht durch unvollständige Polykondensation unter Wasserabspaltung aus Methylsilantriol. Dabei bilden sich Nanopartikel mit einer netzartigen, porösen Gelstruktur. Durch die feine Korngröße der primär gebildeten Nanopartikel besitzt PMS-Polyhydrat eine große spezifische Oberfläche von bis zu 300 m2/g, so dass es, ähnlich wie Aktivkohle oder Tonminerale, als Adsorptionsmittel fungiert. Da die Polykondensation unvollständig ist, enthält das Reaktionsprodukt freie Silanol-Gruppen, die seinen hydrophilen Charakter ausmachen. Aufgrund der enthaltenen Methylgruppen hat das Polymer andererseits auch lipophile Eigenschaften. PMS-Polyhydrat erscheint als homogene pastöse weiße oder fast weiße geruchlose Masse.
Bei Erhitzung entsteht ein hochgradig quervernetztes, hydrophobes PMS-Xerogel, das keine Silanol-Gruppen mehr enthält, weitgehend wasserfrei ist und weniger gute Sorptionseigenschaften hat.

## Eigenschaften
Gegenüber den höher bzw. vollständig polykondensierten Formen ist Polymethylsiloxan-Polyhydrat (PMS-Polyhydrat) deutlich hydrophiler und zeichnet sich durch einen erheblichen Wassergehalt aus.
Im Vergleich zu Aktivkohle besitzt PMS-Polyhydrat gegenüber nieder- bis mittelmolekularen Stoffen mit einer molaren Masse bis etwa 1500 Dalton eine geringere, gegenüber Stoffen mit größerer molarer Masse (z. B. Bilirubin und Eiweißabbauprodukten) hingegen eine deutlich höhere Sorptionskapazität. Die Sorption erfolgt außer durch Adsorption an der Oberfläche der Nanopartikel ferner durch Einschluss in die Poren der Gelmatrix.
In einem in-vitro-Experiment schränkte PMS-Polyhydrat den Ausstoß vom Staphylokokken-Enterotoxin ein und hemmte das Wachstum von Staphylococcus aureus.
PMS-Polyhydrat wird im Magen-Darm-Trakt nicht resorbiert, sondern innerhalb von etwa 12 Stunden vollständig mit dem Stuhl ausgeschieden.

## Verwendung
PMS-Polyhydrat (CPMS ≈ 10 % w/w) wird in Wasser suspendiert als sogenanntes „Enterosorbent“ verwendet. Der Anwendung liegt die Vorstellung zugrunde, dass im Verdauungstrakt, genauer im Darm (griech. ἔντερον, enteron), toxische Stoffe wie beispielsweise pathogene Bakterien und Endotoxine sorbiert würden. Endotoxine sind Stoffwechselprodukte gramnegativer Bakterien und stellen chemisch gesehen Lipopolysaccharide (LPS) dar. Man erhofft sich eine günstige Auswirkung auf die Darmflora. Abbauprodukte aus Blutbestandteilen (Bilirubin), die über die Galle in den Darm gelangen, sowie Proteinabbauprodukte soll PMS-Polyhydrat ebenfalls aufnehmen. Der Begriff Enterosorption wurde 1982 für die Methode der „Entgiftung“ durch enterale Sorption geprägt. Die Anwendung von Enterosorbenzien ist in Russland weit verbreitet.
Laut Packungsbeilage umfassen in Russland die zugelassenen Anwendungsgebiete von Enterosgel die Verwendung:
- Bei Erwachsenen und Kindern als Entgiftungsmittel, beispielsweise bei akuten und chronischen Intoxikationen verschiedener Herkunft und Nahrungsmittel- und Arzneimittelallergien.
- Bei Arbeitern mit entsprechenden Arbeitsumfeld zur Vorbeugung berufsbedingter Intoxikation mit verschiedensten Chemikalien.

### Tiermedizin
Die Anwendung zur Vorbereitung einer Ultraschalluntersuchung bei Katzen ist in der Literatur beschrieben.

## Handelsnamen
Enterosgel, EnteroZoo